# Sofie Larsson
Sofie Larsson (även känd som Superduper Sofie), född den 3 februari 1990 i Malmö, är en svensk sångerska.
Larsson var som barn med i flera musikaler på Malmö Opera och Musikteater, bland annat Les Misérables och den ursprungliga uppsättningen av Kristina från Duvemåla där hon var ett av de sjungande barnen.
Hon vann Lilla Melodifestivalen 2002 med låten "Superduperkillen".
Duon Lucky Twice bildades 2005 av Larsson och Hannah Reynold. De hade stora framgångar med låten "Lucky", bland annat en listetta i Spanien. Duon splittrades 2007 (Reynold fortsatte som Lucky Twice med Emelie Schytz[källa behövs]) och året efter bildade Larsson och hennes bror Johan Larsson duon Twisters, som 2010 bytte namn till SOJO.

## Diskografi

### Album som Superduper Sofie
- 2002 – Superduper[6]
- 2004 – Super Rockstar Girl[6]

### Med Lucy Twice
- 2006 – "Lucky" CD-singel[7]

### Med SOJO
- 2011 – "I Remember"[8]